# ريغالبوتو

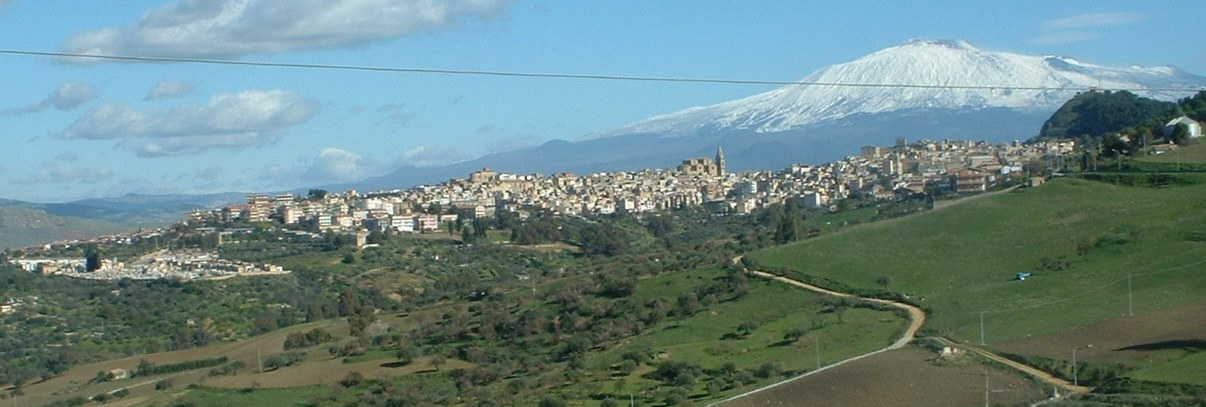
ريغالبوتو

ريغالبوتو (بالإيطالية: Regalbuto)‏ هي بلدية في مقاطعة إنا في جزيرة صقلية في جنوب إيطاليا. يوجد في البلدة معرض سنوي للماشية يعقد في شهر أغسطس.

## السكان
في سنة 1861 بلغ عدد السكان 9٬115 نسمة، وتطور العدد ليصل في سنة 2011 لـ 7٬388 نسمة.
يظهر هذا المخطط البياني تطور النمو السكاني لـ ريغالبوتو

## أعلام
- ريكاردو لومباردي